# 番仔塭阿立祖廟

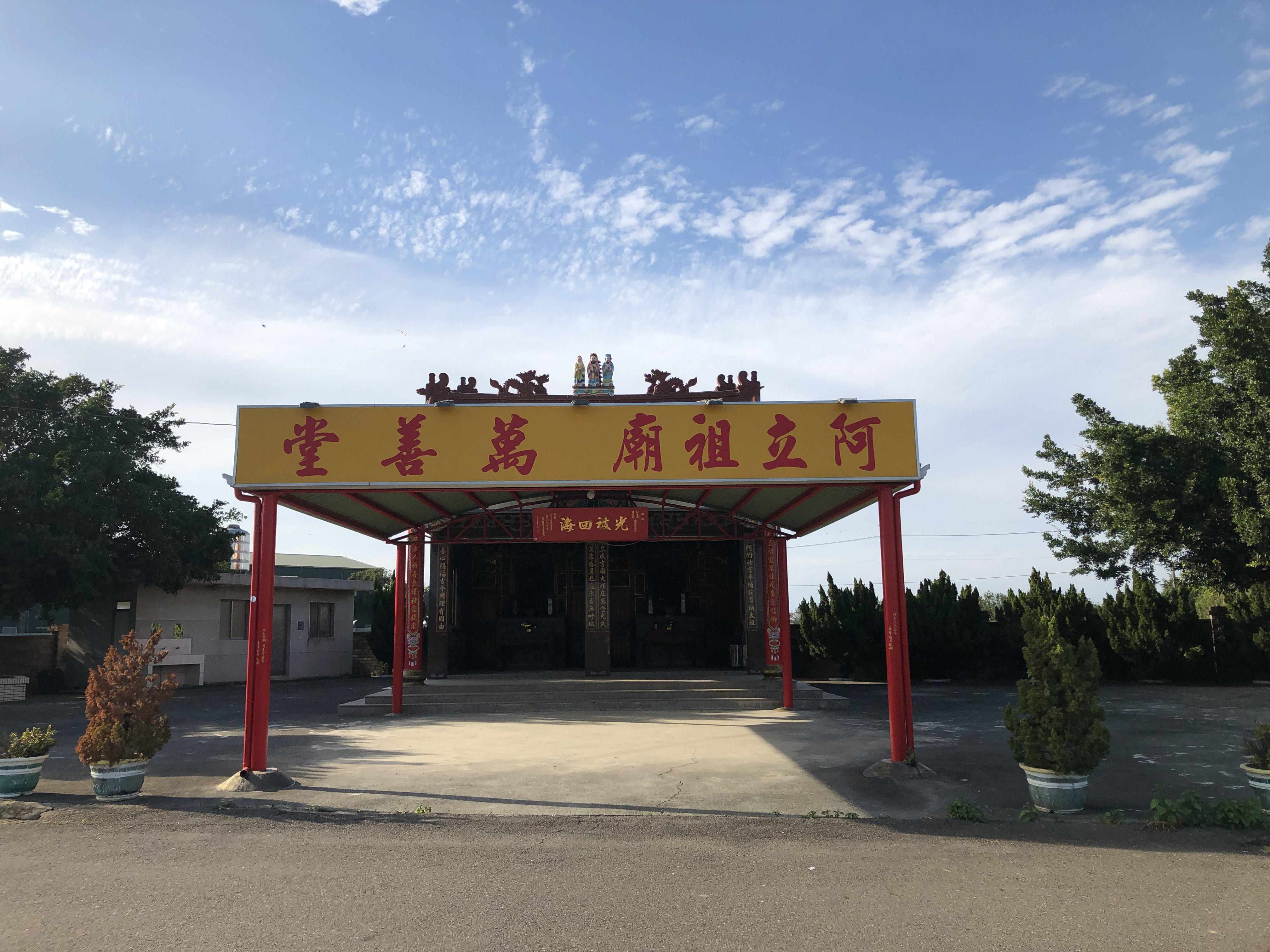
番仔塭阿立祖廟

番仔塭阿立祖廟，又稱海祖廟:80。是位於臺南市七股區大埕里番仔塭的平埔族與漢族風格融合的公廨。祀奉「阿立祖」，以農曆九月五日為阿立祖聖誕千秋。其歸屬族群推測屬西拉雅族蕭壠社。現今廟體完工於民國八十四年（1995年）。
番仔塭為位於佳里街正西約三公里的部落，公廨位於部落東北方。早年佳里北頭洋、將軍角帶圍的蕭壟社民，會帶著祭品來此祭拜「阿立祖」。:81近年來，吉貝耍居民會利用「孝海祭」前兩三天，來此「謁祖」，表示不忘本。:214番仔塭會與北頭洋、角帶圍等聚落舉辦「番仔塭阿立祖聯合海祖祭」。

## 歷史
七股地區早在清代則已幾乎是漢人開墾之地，日治昭和十年（1935年）總督府國勢調查七股庄的熟番人口數0人。學者段洪坤由此推斷七股地區早期應無西拉雅族部落在此，頂多只是蕭壠社民活動領域。至於為何有阿立祖信仰遺留於此地則無法考據。民國五十一年（1962年）劉斌雄採訪蕭壠社就紀錄此地番仔塭的阿立祖廟，至今尚存。:81
據民國五十一年（1962年）劉斌雄〈臺灣南部地區平埔族的阿立祖信仰〉一文中，稱此地原為一港嘴，有水道通海，因常有破船事故發生，所以才設祠求神保佑。:21而石萬壽所著《台灣拜壺民族》表示，此處原為港灣，有水道通篤加港，入臺江。公廨原在部落的東北處，為一小草寮。另據民國八十四年（1995年）出版的〈阿立祖廟誌〉稱，早年有一名喚為「阿海」（又稱「海祖」）者，率領族人登陸，將無人居住的地方拓殖為數十甲的魚塭，成為本地地名「番仔塭」。然而某年農曆九月五日，「海祖」不幸受災仙逝。後人為紀念「海祖」，就再現今廟址西北面埔尾溪邊，簡築草廟奉祀。:60-61
1931年（昭和六年），設立磚造小廟宇，西側立「萬善堂」，奉當時受災殃而亡的眾孤魂。:61劉斌雄的紀錄則是「萬善堂」係因大寮村（七股鄉）村民因座地不善，戰後才移至本地歸阿立祖管。:21民國五十二年（1963年）1月，調查番仔塭貝塚的吳新榮經過此地，發現「可惜此有名的遺蹟，已大部漢化了」。:256
1975年（民國六十四年），遷址重建，採馬背式建築。據《台灣拜壺民族》載，此時內立阿立祖神位，無壺甕。公廨內有石碑云：此地曾有北頭洋人海祖，受雇在此看守魚塭，不幸於九月五日遭雷殛升天。:61
1995年（民國八十四年）6月，因原廟體風蝕日曬，且地勢低窪。面積狹窄。當地信眾倡議再度重建阿立祖廟。獲得碧宏建設公司（孔雀山莊）負責人薛敏雄贊助全部硬體結構。:61完成廟宇彩繪、金爐、拜亭等設施。

## 宗教活動
劉斌雄在〈臺灣南部地區平埔族的阿立祖信仰〉記錄的活動有燒紙船習俗，在1960年代廟裡可點火拜阿立祖，然而以前是重檳榔、酒，香火是不用的。:21

## 外部連結
- 阿立祖廟 ，文化資源地理資訊系統。
- 番仔塭聯合海祖祭 （页面存档备份，存于），開放博物館。
- 七股番仔塭夜祭 牽曲 祭海祖燒紙船，youtube。